# توني دين
توني دين هو سياسي كندي، ولد في 19 أغسطس 1953 في برمنغهام في المملكة المتحدة. حزبياً، نشط في Independent Senators Group ‏.